# Reacciones a la muerte del papa Francisco

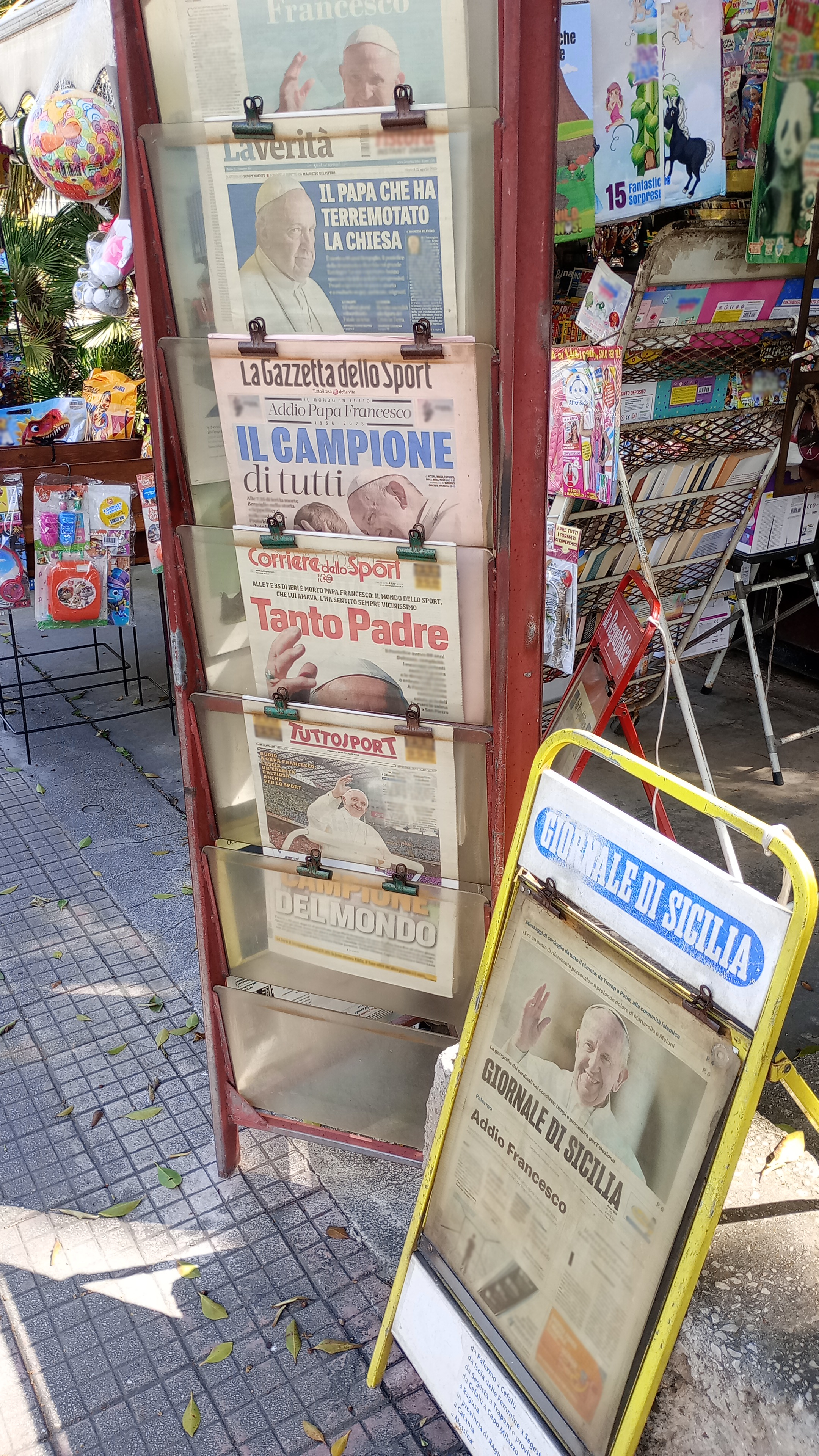
Periódicos en Bagheria, Sicilia, el 22 de abril de 2025, informando de la muerte del papa Francisco.

Tras confirmarse el fallecimiento del papa Francisco el 21 de abril de 2025, a la edad de 88 años, se suscitaron una serie de reacciones ante su muerte por parte de organismos gubernamentales, deportivos, sin fines de lucro y religiosos, al igual que por parte de celebridades y la población en general.

## Internacional

### África
- Argelia: El presidente Abdelmadjid Tebboune expresó sus condolencias al Vaticano, a todas sus instituciones y a todos los cristianos del mundo.[3]
- Zambia: El presidente Hakainde Hichilema y su predecesor Edgar Lungu rindieron homenaje al legado del papa.[4]
- Angola - El presidente João Lourenço envió un mensaje de pésame al cardenal Giovanni Battista Re, expresando «dolor y tristeza» por el fallecimiento del Papa, calificándolo de «duro golpe para el mundo» y de pérdida incalculable para los católicos. También destacó el legado del Papa Francisco como un líder que destacó por su dedicación a la justicia social, la paz y la defensa de los más vulnerables.[5]
- Camerún - El presidente Paul Biya describe al Papa como un «ferviente servidor de la Iglesia» y envió al Vaticano las condolencias del pueblo camerunés.[6]
- Cabo Verde - El presidente José Maria Neves envió sus condolencias y elogió «un enorme legado para la Iglesia y la humanidad». El primer ministro Ulisses Correia e Silva saludó el legado del Papa Francisco, describiéndolo como un «gran luchador por la transparencia, la moralidad en la Iglesia, por la paz, por la dignidad de los inmigrantes y por el planeta, frente al cambio climático».[7]
- Chad - El presidente Mahamat Déby Itno honró el legado del Papa calificándolo de líder mundial que dedicó su vida a promover las causas humanas. También destacó el papel del Papa como líder religioso devoto que está cerca de los miembros más débiles de la sociedad y es un ardiente defensor de la paz.[8]
- República Democrática del Congo - El presidente Félix Tshisekedi rindió homenaje al Papa Francisco como «gran siervo de Dios», elogiando su vida como testimonio de fe, humildad y firme compromiso con la paz, la justicia y la dignidad humana.[9]
- República del Congo - El presidente Denis Sassou-Nguesso elogió el «compromiso del Papa Francisco con el clima, las cuestiones migratorias, la paz y la pobreza en el mundo».[10]
- Costa de Marfil – El presidente Alassane Ouattara calificó al Papa como "un incansable artífice de la paz y la justicia social", y elogió su dedicación a los más vulnerables de la sociedad y su objetivo de crear un mundo en paz, más igualitario y respetuoso con el medio ambiente.[11]
- Egipto - El presidente Abdelfatah El-Sisi dijo que el Papa Francisco «era una voz de paz, amor y compasión».[2]
- Guinea Ecuatorial - El Gobierno de Guinea Ecuatorial expresó sus condolencias por la muerte del Papa Francisco, y el Secretario General de la Conferencia Episcopal honró su liderazgo espiritual y su compromiso con la paz y la dignidad humana.[12]
- Etiopía – El primer ministro Abiy Ahmed escribió en X sus condolencias y expresó su deseo de que "su legado de compasión, humildad y servicio a la humanidad siga inspirando a las generaciones venideras".[2]
- Gabón – El presidente Brice Oligui expresó sus condolencias en redes sociales.[13][14]
- Gambia – El presidente Adama Barrow envió sus condolencias y describió al Papa como un líder visionario, plenamente comprometido con la promoción de la paz, la comprensión global y la armonía.[15]
- Ghana – El presidente John Mahama declaró haber conocido personalmente al Papa Francisco y que su liderazgo y legado de compasión por los demás seguirán inspirando a generaciones futuras.[16]
- Guinea-Bisáu – El presidente Umaro Sissoco Embaló expresó sus condolencias y calificó al Papa como un "hombre digno". Enfatizó que si bien no podemos afirmar que no habrá otro Papa como Francisco, crucial para la humanidad, sí podemos reconocer que el Papa Francisco fue un líder distinguido.
- Kenia – El presidente William Ruto describió la muerte del Papa como una "gran pérdida" para el mundo cristiano y elogió su "inquebrantable compromiso con la inclusión y la justicia".[2]
- Liberia  – El presidente Joseph Boakai expresó su profundo pesar por el fallecimiento del Papa Francisco y ofreció sus condolencias a la Iglesia Católica, la Santa Sede y los católicos de todo el mundo en nombre del gobierno y el pueblo liberianos.[17]
- Madagascar – El presidente Andry Rajoelina elogió la sencillez y la sabiduría del Papa Francisco, afirmando que "siempre permanecerán en mi mente y en mi corazón, especialmente el amor que siempre guió sus pasos", y recordó la visita del Papa a Madagascar.[18]
- Malaui – El presidente Lazarus Chakwera declaró que honrará al Papa por su valentía al promover la reforma de la gobernanza global. Añadió que el Papa dio ejemplo a la Iglesia Católica al promulgar cambios audaces como la encíclica Laudato si'.[19]
- Mauricio – El primer ministro Navin Ramgoolam expresó sus condolencias y elogió la "humildad, compasión y dedicación del Papa a los más desfavorecidos". La bandera de Mauricio ondeó a media asta en todos los edificios gubernamentales hasta el día del funeral.[20][21]
- Marruecos – El rey Mohamed VI dirigió un mensaje de condolencias al cardenal Giovanni Battista Re, decano del Colegio Cardenalicio, y recordó la visita del Papa a Marruecos.[22]
- Mozambique – El presidente Daniel Chapo expresó sus condolencias diciendo: «Que la fe y la esperanza conforten los corazones de los afligidos y que el legado del Papa Francisco siga iluminando nuestro camino».[18]
- Namibia – La presidenta Netumbo Nandi-Ndaitwah afirmó que el Papa Francisco «quedará grabado en nuestra memoria por su dedicación a los problemas socioeconómicos que enfrenta el mundo en desarrollo». Añadió que su fallecimiento «nos recuerda la necesidad de redoblar nuestros esfuerzos a favor de los más vulnerables para garantizar una humanidad más justa y equitativa».[23]
- Nigeria – El presidente Bola Tinubu instó al mundo a honrar sus enseñanzas y celebrar su legado, calificando al Papa Francisco de defensor de los desfavorecidos y de faro de esperanza para millones de personas.[24]
- Ruanda – El presidente Paul Kagame expresó sus condolencias, elogiando al Papa como un líder moral de renombre mundial cuya integridad y humildad contribuyeron a reparar la tensa relación entre Ruanda y la Iglesia Católica.[25]
- Senegal – El presidente Bassirou Diomaye Faye expresó sus condolencias, afirmando que el mundo perdió un importante personaje espiritual. «El Papa encarnó una esperanza viva para millones de creyentes y personas de buena voluntad mediante su compromiso con los más vulnerables y su constante llamado al diálogo entre pueblos y religiones», continuó.[26]
- Seychelles – El presidente Wavel Ramkalawan escribió que el fallecimiento del Papa ha devastado a la cristiandad en su conjunto. Describió al Papa como un obispo dedicado y un líder espiritual extraordinario que se destacó como un defensor inquebrantable de la dignidad humana al responder a la ferviente necesidad mundial de justicia.[27]
- Sierra Leona – El presidente Julius Maada Bio expresó sus condolencias, manifestando su profunda tristeza. Instó a quienes tuvieron el honor de conocer al líder religioso a "encontrar consuelo en nuestros preciados recuerdos de su liderazgo y compasión" y le deseó "paz eterna".[28]
- Sudáfrica – El presidente Cyril Ramaphosa dijo que el papa Francisco tenía "humildad" y un profundo compromiso para "hacer de la Iglesia y del mundo un lugar mejor".[2]
- Sudán del Sur – El presidente Salva Kiir Mayardit llamó al papa Francisco un "faro de esperanza, compasión y unidad". Añadió que durante la guerra civil de Sudán del Sur, el "acto de bondad y humildad del papa Francisco, demostrado durante nuestra visita a Roma en 2019, cuando se arrodilló para besar nuestros pies, fue un punto de inflexión para nosotros, los socios de la paz".[29]
- Yibuti - El presidente Ismaïl Omar Guelleh escribió en X que el Papa Francisco deja tras de sí algo más que un legado espiritual; deja la huella de un hombre que valora la justicia, el humanismo y la fraternidad. Continuó diciendo que el Papa había concienciado sobre la necesidad de paz, culturas unidas y conciencias despiertas.[30]
- Zambia: el presidente Hakainde Hichilema y su predecesor Edgar Lungu rindieron homenaje al legado del papa.[31]

### América
- Argentina: el presidente Javier Milei decretó 7 días de duelo nacional.[32] Desde el comunicado de Casa Rosada se lo describió como «una figura única en la historia de nuestra nación y del mundo».[33] El 21 de abril, el Obelisco de Buenos Aires se iluminó con su rostro y su reconocida frase «recen por mí».[34] A partir del 22 de abril, y toda esa semana en la Basílica de San José de Flores, donde Francisco fue emblema antes de su papado, se realizaron múltiples misas en su honor.[35][36]  El Partido de Almirante Brown, homenajeó a Francisco dedicándole su primer mural post mortem.[37]  El domingo 28 de abril, se realizaron múltiples misas en la Catedral metropolitana de Buenos Aires en las que participaron funcionarios como Victoria Villarruel, Jorge Macri, allí mismo, dónde se encuentra la Estación Catedral, el jefe de gobierno envió una solicitud para que la estación pase a llamarse "Papa Francisco".[38]
- Bolivia: El presidente Luis Arce describió al papa Francisco como «no solo el líder de la Iglesia católica, sino también un fiel amigo de la Patria Grande y un ferviente defensor de los más vulnerables».[39]
- Brasil: El presidente Luiz Inácio Lula da Silva afirmó que el papa Francisco «buscó incansablemente traer amor donde había odio. Unidad donde había discordia. Y la comprensión de que todos somos iguales, viviendo en la misma casa, nuestro planeta, que necesita urgentemente nuestro cuidado».[40][41]
- Canadá: El primer ministro Mark Carney describió al Papa como «una voz de claridad moral, coraje espiritual y compasión sin límites» y como «la conciencia del mundo», y destacó una disculpa que presentó en 2022 a los supervivientes del sistema canadiense de internados indios durante su visita a Canadá. En un comunicado separado, la gobernadora general Mary Simon recordó haber asistido a su disculpa y añadió que difundió «mensajes de paz, amor y comprensión por todo el mundo».[42]
- Chile: El presidente Gabriel Boric lamentó la muerte del papa Francisco y decretó 3 días de duelo nacional.[43][44]
- Colombia: el presidente Gustavo Petro describió al papa Francisco como un «gran amigo» y afirmó sentirse «algo solo» tras su fallecimiento. Subrayó además que el papa era «un defensor de la vida y un líder espiritual.[45]
- Costa Rica:  El presidente de la República Rodrigo Chávez expresó en la confederacia de prensa el 23 de Abril que "Qué el mundo está de luto y Costa Rica también por la partida de un hombre que tocó los corazones de millones de personas con su humildad, valentía y compromiso con los más necesitados".[46]
- Cuba: El presidente y primer secretario del Partido Comunista, Miguel Díaz-Canel, lamentó el fallecimiento del papa Francisco, le agradeció su cercanía al país y expresó sus condolencias a la comunidad católica internacional y a la familia de Francisco.[47]
- Ecuador: El presidente Daniel Noboa declaró: «Hoy el mundo ha perdido a un líder espiritual que marcó nuestra era con su valentía para hacer las cosas de manera diferente, su sencillez y su fe». Añadió: «Desde Ecuador, nos unimos en oración a toda la Iglesia y a los millones de fieles que hoy lloran el fallecimiento del papa Francisco».[48]
- El Salvador: el presidente, Nayib Bukele, expresó su pesar por el fallecimiento del papa y ofreció sus condolencias a los católicos, tanto nacionales como internacionales. Dijo: «Ofrecemos nuestras oraciones por su eterno descanso y por el consuelo de quienes lo amaron y acompañaron en vida».[49][50]
- Estados Unidos: El presidente Donald Trump escribió en Truth Social: «¡Descanse en paz, papa Francisco! ¡Que Dios lo bendiga a él y a todos los que lo amaron!».[51] Más tarde ese mismo día, Trump anunció la firma de una orden ejecutiva que solicitaba que todas las banderas federales y estatales ondearan a media asta en honor al pontífice, a la vez que confirmó su asistencia al funeral de Francisco.[52][53] Los predecesores de Trump, Joe Biden y Barack Obama, también rindieron homenaje. Biden, quien se reunió con el papa durante su vicepresidencia y presidencia, dijo que Francisco «será recordado como uno de los líderes más importantes de nuestro tiempo, en un reconocimiento a su labor humanitaria de décadas en su natal Argentina».[54]
- Guatemala: El presidente Bernardo Arévalo dijo: «Gracias por todo, Papa Francisco. Que el papa de la misericordia y la sencillez descanse en paz».[55]
- Guyana: El presidente Irfaan Ali describió al Papa Francisco como «un pastor de compasión y conciencia», y expresó sus condolencias en nombre del gobierno y el pueblo de Guyana. Alabó el legado de humildad del Papa, su defensa del medio ambiente y su compromiso con la justicia social y el diálogo interreligioso.[56]
- Honduras: La presidenta Xiomara Castro ofreció sus condolencias, destacando que el Papa era un gran líder espiritual que simpatizaba con los pobres y un defensor de la justicia, la paz, los migrantes y la preservación de la patria común.[57]
- Jamaica:  El primer ministro Andrew Holness expresó sus condolencias, afirmando que el Papa Francisco era un campeón y defensor del cambio, que utilizaba su posición como Papa para llamar la atención sobre causas como el cambio climático, la equidad y la justicia. Añadió que millones de personas se sintieron atraídas por su enfoque y una mayor fe en Dios gracias a su pacífica humildad.[56][58]
- México: La presidenta Claudia Sheinbaum describió al papa Francisco como un «humanista que apostó por los pobres, la paz y la igualdad».[59]
- Panamá: El presidente José Raúl Mulino expresó sus condolencias y afirmó que «su paso por el Vaticano dejó una huella imborrable y llenó de compasión, aprecio y reconocimiento los corazones de personas de todo el mundo. Paz a su gran alma».[60]
- Perú: La presidenta Dina Boluarte ofreció sus condolencias a través de la cuenta verificada de la Presidencia en Twitter y afirmó que «el Papa supo guiar el rumbo de la Iglesia con compasión, conocimiento y optimismo».[61] Horas después, el Estado peruano declaraba 3 días de luto a nivel nacional.[62]
- República Dominicana:  El presidente Luis Abinader expresó su profundo pesar por el fallecimiento de Su Santidad y añadió: «Nos unimos a las oraciones de la Iglesia católica y sus fieles, así como a las de millones de personas en todo el mundo que reconocen su liderazgo, su legado de paz, la promoción y defensa de los derechos humanos y su noble servicio a los más necesitados. Su memoria perdurará por siempre».[63]
- Uruguay: El presidente Yamandú Orsi expresó sus condolencias y expresó que el papa Francisco «se fue quizás en el momento en el que el mundo más lo necesitaba», y dejando «una huella nítida, un camino a seguir».[64]
- Venezuela: El presidente Nicolás Maduro expresó sus condolencias y calificó al Papa Francisco como «pastor del mundo, hermano del Sur y defensor acérrimo de la justicia, la paz y los más humildes». Subrayó que el Papa se destacó como una voz intrépida que condenó las injusticias del sistema internacional e impulsó el desarrollo de una sociedad más compasiva y alentadora.[65]

### Asia
- Bangladés: El gobierno interino expresó sus condolencias por Francisco y dijo que el asesor principal Muhammad Yunus trabajó junto con él para defender sus valores compartidos en materia de derechos humanos.[66]
- China: el Ministerio de Asuntos Exteriores expresó sus condolencias por el fallecimiento de Francisco y reconoció la continuidad de los constructivos vínculos con el Vaticano. Si bien no se dieron detalles sobre la asistencia al funeral, China afirmó su disposición a seguir mejorando las relaciones bilaterales.[67]
- India: El primer ministro Narendra Modi declaró estar profundamente consternado por la muerte del papa Francisco.[68]
- Irán: el presidente Masoud Pezeshkian afirmó que Francisco «dedicó su vida a difundir las enseñanzas de Cristo y realizó esfuerzos efectivos y duraderos en este sentido», y destacó su papel en la condena de la invasión israelí de la Franja de Gaza.[69] El Ministerio de Asuntos Exteriores expresó sus condolencias a «todos los cristianos del mundo».[70][71]
- Israel: El presidente Isaac Herzog lamentó la pérdida de «un hombre de una fe profunda y una compasión sin límites» y expresó sus condolencias a la Santa Sede.[72] La oficina del primer ministro Benjamín Netanyahu no ofreció sus condolencias hasta cuatro días después de la muerte de Francisco, y esto sumado a la decisión del ministerio de Relaciones Exteriores de borrar mensajes de condolencias de algunas embajadas del país fue objeto de controversia, aunque se informó que se trató de un "error" algunos vieron una posible señal de descontento del gobierno israelí con las declaraciones críticas hacia Israel que tuvo el papa por la guerra de Gaza.[73][74][75]
- Líbano: El presidente Joseph Aoun lamentó la pérdida de un «querido amigo» del Líbano y expresó sus condolencias a la Santa Sede. El primer ministro Nawaf Salam también calificó al papa como un firme defensor del Líbano.[76]
- Palestina: la cuenta oficial de X del Estado de Palestina publicó un mensaje señalando que «hoy Palestina ha perdido a un amigo leal del pueblo palestino y sus legítimos derechos, un fuerte defensor de los valores de la paz, el amor y la fe en el mundo entero, y un verdadero amigo de la paz y la justicia».[77]
- Sri Lanka: El presidente Anura Kumara Dissanayake expresó una «profunda tristeza» y destacó del papa: «Su inquebrantable compromiso con la paz, la compasión y la humanidad ha dejado una huella imborrable en el mundo».[78]

### Europa
- Albania: El primer ministro Edi Rama envió sus condolencias y describió al papa como «un amigo inolvidable de Albania».[79]
- Alemania: El canciller Olaf Scholz expresó sus condolencias por la pérdida de «un defensor de los débiles, un reconciliador y una persona afectuoso» en una publicación en Twitter.[80]
- Andorra: El copríncipe episcopal y obispo de Urgell, Joan-Enric Vives, destacó que la memoria del papa Francisco «perdurará por su servicio a los migrantes y a los pobres» y «por la ejemplaridad de su vida como obispo de Roma».[81]
- Dinamarca: El rey Federico X expresó sus condolencias y describió a Francisco como una persona dedicada a promover la paz, la justicia y siempre defensora de las personas que viven en situaciones vulnerables.[82]
- España: El presidente español Pedro Sánchez publicó en su cuenta de X: Lamento el fallecimiento del papa Francisco. Su compromiso con la paz, la justicia social y los más vulnerables deja un legado profundo.[83]
- Italia:  El presidente Sergio Mattarella afirmó que la muerte del papa despertó «dolor y conmoción en los italianos y en todo el mundo».[84] La primera ministra Giorgia Meloni describió al papa como «un gran hombre, un gran pastor» y expresó su pesar.[71]
- Francia: El presidente Emmanuel Macron (también copríncipe de Andorra) rindió homenaje al papa Francisco, calificándolo de «hombre humilde, del lado de los más vulnerables y frágiles».[85]
- Países Bajos: El primer ministro Dick Schoof lamentó la pérdida del papa y lo calificó como «un hombre del pueblo en todos los sentidos».[86]
- Reino Unido: El rey Carlos III se mostró «profundamente entristecido, con mi corazón apesadumbrado, aunque algo aliviado por el hecho de que el papa haya podido compartir un mensaje de Pascua con la Iglesia y el mundo al que sirvió con devoción durante toda su vida» ante la muerte del Papa Francisco.[87]
- Rusia: El presidente Vladímir Putin expresó sus condolencias al Vaticano, afirmando que el papa Francisco «promovió activamente el desarrollo del diálogo entre las Iglesias ortodoxa rusa y católica romana, así como la cooperación constructiva entre Rusia y la Santa Sede».[88]
- San Marino: Los capitanes regentes Denise Bronzetti e Italo Righi emitieron un mensaje oficial expresando su «emoción y profunda participación en el duelo», destacando al papa como una «figura unánimemente reconocida que marcó una época». El secretario de Estado, Luca Beccari, escribió: «Con su vida y pontificado, el Santo Padre ha dejado una huella imborrable en la historia de la Iglesia católica y de toda la humanidad, distinguiéndose por su incansable compromiso con la paz, la justicia social, la dignidad de los más débiles y el diálogo entre los pueblos y las religiones».[89][90]
- Suecia: El rey Carlos XVI Gustavo expresó sus condolencias en un comunicado oficial expresando que "muchos en nuestro país apreciaron especialmente la histórica visita del Papa Francisco a Lund hace casi diez años. Recordamos con calidez el servicio ecuménico cuando luteranos y católicos se reunieron bajo los arcos de la catedral para dejar atrás los conflictos históricos en un espíritu de reconciliación y comprensión". [91]
- Turquía: El presidente Recep Tayyip Erdogan expresó sus condolencias a la familia del papa y valoró que fue un «respetado estadista y un líder espiritual que concedió gran importancia al diálogo entre diferentes confesiones».[92]
- Unión Europea: La presidenta Ursula von der Leyen lamentó la pérdida y expresó que «inspiró a millones, mucho más allá de la Iglesia Católica, con su humildad y amor puro por los menos afortunados».[93]
- Ucrania: El presidente Volodímir Zelenski expresó sus condolencias y expresó que el papa Francisco «sabía dar esperanza, aliviar el sufrimiento y fomentar la unidad».[94]

### Oceanía
- Australia: El primer ministro Anthony Albanese describió al papa Francisco como «un defensor devoto y un padre amoroso» para todos los católicos, y añadió que su fallecimiento será lamentado por los australianos de todas las confesiones.[71]
- Fiyi: El primer ministro Sitiveni Rabuka envió sus propias condolencias y las de la nación, afirmando que Fiyi se solidariza con la gente en este momento de dolor. Agregó que las generaciones dentro y fuera de la Iglesia Católica se sentirán inspiradas por el legado de fe, compasión y servicio del difunto Papa.[95]
- Guam:La gobernadora Lou Leon Guerrero y su vicegobernador, Josh Tenorio, emitieron una declaración conjunta en la que afirmaban que el legado de Francisco "seguiría moldeando la manera en que lideramos, vivimos y nos conectamos".[96][97]
- Islas Marianas del Norte:El gobernador Arnold Palacios dijo que el liderazgo del Papa "introdujo una cultura de compasión y coraje moral".[97]
- Islas Salomón: El primer ministro Jeremiah Manele envió un mensaje de condolencias a Monseñor Mauro Lalli, Embajador Designado no residente de la Nunciatura Apostólica en las Islas Salomón, afirmando que la labor del Papa en apoyo a los más vulnerables y marginados, junto con sus enseñanzas de amor, esperanza y la necesidad moral de abordar problemas globales como el cambio climático, siguen siendo relevantes y contundentes. Añadió que el compromiso de toda la vida del Papa con la Iglesia y con los principios de justicia, compasión y unidad es reconocido por el gobierno de las Islas Salomón.[98]
- Nueva Zelanda: El primer ministro Christopher Luxon describió al papa Francisco como un "hombre de humildad" con un legado de "compromiso inquebrantable con los vulnerables, la justicia social y el diálogo interreligioso".[99]
- Papúa Nueva Guinea: El primer ministro James Marape elogió al papa Francisco como «un padre espiritual para más de mil millones de católicos en todo el mundo y una voz moral de conciencia en tiempos de incertidumbre global».[100]

## Monárquica
- La Familia imperial brasileña (rama de Vassouras encabezada por Bertrand de Orléans-Braganza) envío al cardenal camarlengo de la Cámara Apostólica, Kevin Joseph Farrell, un mensaje de condolencias por la muerte del Papa Francisco.[101]
- La Casa de Wittelsbach (pretendientes al Reino de Baviera) declaró: "Junto con todos los fieles, lamentamos la pérdida del Papa Francisco" y expresó su agradecimiento por el hecho de que algunos miembros pudieron recibir la última bendición Urbi et Orbi de Pascua del Papa.[102]
- La Orden Constantiniana de San Jorge (presidida por Pedro de Borbón-Dos Sicilias y Orleans, pretendiente al Reino de las Dos Sicilias) anunció que se unirían en oración y reflexión por el alma del Papa Francisco.[103] Posteriormente participarían en una misa por su eterno descanso en la Basílica Catedral de San Lorenzo  de la Diócesis de Viterbo.[104] Previamente suspendieron un Peregrinaje Internacional a Roma por respeto al luto.[105]
- La Comunión Tradicionalista (en nombre de Sixto Enrique de Borbón-Parma y los Carlistas Tradicionalistas) anunció que ofrecería oraciones en latín por el eterno descanso del Papa Francisco.[106]
- La Casa de Rumania (rama cadete de la Casa de Hohenzollern), por medio de Margarita de Rumania, dirigió una carta de condolencias al Cardenal Giovanni Battista Re, afirmando lo siguiente «El Papa Francisco I no fue solo un símbolo para nosotros, sino un ejemplo vivo de fe, humanidad, dedicación y gracia para las personas de todo el mundo, independientemente de su religión, especialmente para los necesitados. El Soberano Pontífice llevaba a Rumanía en su corazón, y nosotros lo llevamos en el nuestro».[107]

## Deportiva
- Lionel Messi, jugador de futbol argentino, mandó sus condolencias y le dio las gracias por "hacer del mundo un lugar mejor".[108]

- El Club Atlético San Lorenzo de Almagro, club del cual Francisco era fanático, subió un video muy emotivo en sus redes sociales en su alusión, ya que el sumo pontífice era el socio N° 88235.[109] Además, el sábado 26, preparó un recibimiento especial frente a Rosario Central, dónde se estrenaron telones con su cara y flamearon banderas del Vaticano.
- Los ultras del Olympique de Marsella, estrenaron un tifón de Francisco con una bandera Argentina recordando la misa que el pontífice dio en el estadio del equipo francés en el año 2022.[110]

- El Club Atlético Boca Juniors recordó su carnet de socio N°1, una camiseta con su nombre y expresó en redes: «Lo recordamos con cariño y enviamos un fuerte abrazo a todos sus seguidores»[111]
- En el Superclásico del fútbol argentino, el día domingo 27 de abril, se hizo un minuto de silencio y los capitanes Marcos Rojo y Franco Armani mostraron al estadio un telón en negro con la cara de Francisco.[112][113]

- La CONMEBOL, organizadora de los encuentros de Copa Libertadores de América y Copa Sudamericana se proclamó en luto y realizó minutos de silencio como homenaje en todos los encuentros a disputar a lo largo del mes.[114][115][116] Despidieron al «primer papa sudamericano de la historia» destacando que «su humildad y su lucha por la paz, será recordada su pasión por el fútbol. Que en paz descanse». También la realización de un minuto de silencio previo al inicio de todos los encuentros previstos a disputarse.[117][118]

- La AFA reprogramó todos los partidos que debían jugarse de la Liga Profesional de Fútbol Argentino de la Primera División de Argentina, como también la realización de un minuto de silencio previo al inicio de todos los encuentros previstos a disputarse.[119]

- En Italia, La Serie A reprogramó todos los partidos que debían jugarse de la Primera División de Italia y el Comité Olímpico Nacional Italiano suspendió toda actividad deportiva.[120]

- Muchos equipos de España como el Real Club Deportivo de La Coruña, Unión Deportiva Las Palmas, Club Atlético de Madrid, Real Zaragoza entre otros más mandaron sus condolencias a toda la comunidad católica.

- Gianni Infantino presidente de la FIFA, expresó: «Sé lo mucho que significaba para la comunidad católica como líder de su iglesia en todo el mundo. El mundo del fútbol reza por él. Que descanse en paz.»[121]

- Rafael Nadal, el extenista español mandó sus sinceras condolencias y aseguró: «Hoy es un día triste»[122]

- Franco Colapinto, el piloto de carreras argentino, le dedicó unas sentidas palabras: «Un líder que nos inspiró a ser mejores personas. Gracias por ayudarnos a encontrar la fuerza y la inspiración.»[123]

- La Real Sociedad de Fútbol expresó su pésame por el fallecimiento del Papa Francisco a través de sus canales.[124]

- Ronaldinho, exfutbolista brasileño, compartió por medio de su cuenta de X el siguiente mensaje: «Descanse en paz, Papa Francisco».[125]

## Celebridades
- El actor español Antonio Banderas por medio de su cuenta de Instagram publicó el siguiente mensaje: «Muere el papa Francisco, muere un hombre que al frente de la iglesia católica mostró bondad, amor y misericordia con los más necesitados».[126]
- La actriz mexicana Florinda Meza por medio de su cuenta de Instagram compartió una foto suya con Francisco acompañada de un mensaje que decía:
  - «Querido Papa Francisco, ahora ya estás con Dios; te voy a extrañar mucho. Siempre estabas preocupado por los más desprotegidos. Siempre dando sorpresas al mundo, tu partida es la mayor de ellas.  Gracias por permitirme conocerte, estrechar tu mano y escuchar que para ti la risa y la alegría eran una necesidad básica para los humanos. La tristeza por tu ausencia es enorme, pero la esperanza de tu legado es mayor.  Espero que mi Rober te haya dado un abrazo de bienvenida en el cielo. Seguro te dijo ¡No contaban con tu astucia!».[127]
- Eva Longoria también compartió un homenaje al papa Francisco por medio de un post que decía: «Descanse en paz su Santidad el Papa Francisco. Gracias por ser un aliado para muchos de nosotros y hablar por los marginados. Tu compasión, bondad y humildad siempre serán recordadas».[128]
- La cantante Gloria Estefan publicó sus condolencias y mencionó que «el papa Francisco, abrió corazones y mentes, y nos guió con valentía» y lo agradeció por poner «el amor y la aceptación sobre todas las cosas hasta sus últimos momentos en esta tierra».[129]
- El cantante italiano Andrea Bocelli compartió una foto suya con el papa Francisco, al que definió como «un campeón supremo de la paz».[130]
- El cantante colombiano J. Balvin subió una foto de él con el papa acompañada de un breve mensaje que decía: «Descansa en paz».[131]
- La influencer y modelo Georgina Rodríguez, esposa de Cristiano Ronaldo, publicó una foto de Francisco citando una de sus frases: «Cuando las mujeres mandan, las cosas funcionan».[131]
- El presentador estadounidense Jimmy Fallon publicó un mensaje alegórico al fallecimiento de Francisco en su cuenta de Instagram, el cual decía: «Me alegra haberte hecho reír. Gracias por tus palabras de aliento. Descansa en paz», agregando una imagen suya saludando al papa.[132]
- Russell Crowe, actor neozelandés, expreso que fue un «hermoso día en Roma, pero un día triste para los fieles».[133]
- Alejandro Sanz, cantante español, publicó por medio de su cuenta de Twitter un mensaje que decía lo siguiente: «Francisco, no quisiste gustar a todo el mundo, sino decir lo que pensabas y se ajustaba a la palabra de Cristo. Qué gran forma de honrar la esperanza. Descansa en paz, querido hermano».[134]
- Laura Pausini subió una foto en blanco y negro de Francisco acompañado del texto «Ten el coraje de ser feliz».[134]

## Organizaciones internacionales
- Unión Africana - El presidente de la Comisión de la Unión Africana, Mahamoud Ali Youssouf, rindió homenaje al «valiente compromiso» del Papa con África.[135]
- Liga Árabe - El Secretario General de la Liga Árabe, Ahmed Aboul Gheit, expresó su pesar por la muerte del Papa Francisco, afirmando que el Papa era «una voz única para la humanidad y la conciencia», especialmente en un momento en el que estos valores están cada vez más amenazados.[136]
- Commonwealth de Naciones - La secretaria general de la Commonwealth, Shirley Ayorkor Botchwey, rindió homenaje en un comunicado.[16]
- Unión Europea - La Presidenta de la Comisión Europea, Ursula von der Leyen, afirmó que el Papa «inspiró a millones de personas, mucho más allá de la Iglesia católica, con su humildad y su amor tan puro por los menos afortunados».[71] La Presidenta del Parlamento Europeo, Roberta Metsola, afirmó que «su sonrisa contagiosa cautivó los corazones de millones de personas en todo el mundo».
- Comité Olímpico Internacional - El presidente Thomas Bach elogió el «constante aliento de Francisco a los Juegos Olímpicos y a nuestra misión de construir un mundo mejor a través del deporte», y destacó su política de apoyo a los refugiados, que, según dijo, le inspiró a crear el Equipo Olímpico de Refugiados para los Juegos Olímpicos de Verano de 2016.[137]
- La Organización Internacional para las Migraciones emitió un comunicado en el que rinde homenaje a la política del Papa Francisco hacia los migrantes y refugiados.[138]
- Naciones Unidas - El Secretario General de las Naciones Unidas, António Guterres, afirmó que el Papa deja tras de sí «un legado de fe, servicio y compasión para todos, especialmente para aquellos que se encuentran en los márgenes de la vida o atrapados por los horrores de los conflictos».[137] Filippo Grandi, Alto Comisionado de las Naciones Unidas para los Refugiados, afirmó que el Papa «se levantó y habló sin descanso en favor de los pobres, los perseguidos, las víctimas de la guerra, los refugiados, los migrantes».[139]

## Grupos indígenas
- Consejo Nacional Métis – Al reflexionar sobre su participación en la delegación métis de sobrevivientes de las escuelas residenciales en el Vaticano en marzo de 2022, el expresidente del Consejo Nacional Métis, Cassidy Caron, señaló que el papa Francisco era "un hombre amable, profundamente conmovido por nuestras historias y que genuinamente quería hacer lo correcto". Caron también señaló que la disculpa del papa fue "contundente", pero que el trabajo de reconciliación debe continuar.[140]
- Asamblea de las Primeras Naciones - La Jefa Nacional de la Asamblea de las Primeras Naciones, Cindy Woodhouse Nepinak, declaró que "hoy hemos perdido a un aliado" y que se unía a "personas de todo el mundo que lamentan la gran pérdida del Papa Francisco; él nos escuchó, escuchó a nuestros sobrevivientes". Recordó que "la historia de la Iglesia Católica con las Primeras Naciones es muy larga y negativa en lo que respecta a los internados, pero creo que el Papa Francisco abrió un nuevo capítulo para la sanación". Señaló que muchos miembros de las Primeras Naciones aceptaron las disculpas del Papa, pero que "algunos aún no lo hicieron y aún están asimilando la situación". Animó a la Iglesia a cumplir la promesa del Papa Francisco de devolver los artefactos y objetos ceremoniales indígenas a Canadá.[141]

## Luto oficial
| Territorio               | Número de días de luto | Días del calendario   | Ref.            |
| ------------------------ | ---------------------- | --------------------- | --------------- |
| Ciudad del Vaticano      | 9                      | 25 de abril–4 de mayo | [ 142 ]         |
| Argentina                | 7                      | 22–28 de abril        | [ 143 ] [ 144 ] |
| Brasil                   | 7                      | 22–28 de abril        | [ 145 ]         |
| Timor Oriental           | 7                      | 22–28 de abril        | [ 146 ]         |
| Puerto Rico              | 6                      | 21–26 de abril        | [ 147 ] [ 148 ] |
| Italia                   | 5                      | 22–26 de abril        | [ 149 ]         |
| Paraguay                 | 5                      | 22–26 de abril        | [ 150 ]         |
| Santo Tomé y Príncipe    | 5                      | 22–26 de abril        | [ 151 ]         |
| Costa Rica               | 4                      | 21–24 de abril        | [ 152 ]         |
| Filipinas                | 4                      | 23–26 de abril        | [ 153 ]         |
| Chile                    | 3                      | 22–24 de abril        | [ 154 ]         |
| Cuba                     | 3                      | 22–24 de abril        | [ 155 ]         |
| República Dominicana     | 3                      | 22–24 de abril        | [ 156 ]         |
| Ecuador                  | 3                      | 22–24 de abril        | [ 157 ]         |
| Guatemala                | 3                      | 22–24 de abril        | [ 158 ]         |
| Líbano                   | 3                      | 22–24 de abril        | [ 159 ]         |
| Jordania                 | 3                      | 22–24 de abril        | [ 160 ]         |
| Panamá                   | 3                      | 22–24 de abril        | [ 161 ]         |
| Perú                     | 3                      | 22–24 de abril        | [ 162 ]         |
| España                   | 3                      | 22–24 de abril        | [ 163 ] [ 164 ] |
| Venezuela                | 3                      | 22–24 de abril        | [ 165 ]         |
| India                    | 3                      | 22-23 y 26 de abril   | [ 166 ]         |
| Guinea Ecuatorial        | 3                      | 23–25 de abril        | [ 167 ]         |
| Palestina                | 3                      | 23–25 de abril        | [ 168 ]         |
| Bangladés                | 3                      | 24–26 de abril        | [ 169 ]         |
| Belice                   | 3                      | 24–26 de abril        | [ 170 ]         |
| Mónaco                   | 3                      | 24–26 de abril        | [ 171 ]         |
| Mozambique               | 3                      | 24–26 de abril        | [ 172 ]         |
| Portugal                 | 3                      | 24–26 de abril        | [ 173 ]         |
| Cabo Verde               | 2                      | 23–24 de abril        | [ 174 ]         |
| Malta                    | 2                      | 22 y 26 de abril      | [ 175 ]         |
| Sudán del Sur            | 1                      | 25 de abril           | [ 176 ]         |
| Albania                  | 1                      | 26 de abril           | [ 177 ]         |
| Bosnia y Herzegovina     | 1                      | 26 de abril           | [ 178 ]         |
| Croacia                  | 1                      | 26 de abril           | [ 179 ]         |
| Hungría                  | 1                      | 26 de abril           | [ 180 ]         |
| Lituania                 | 1                      | 26 de abril           | [ 181 ]         |
| Polonia                  | 1                      | 26 de abril           | [ 182 ]         |
| Rumania                  | 1                      | 26 de abril           | [ 183 ]         |
| Eslovaquia               | 1                      | 26 de abril           | [ 184 ]         |
| Eslovenia                | 1                      | 26 de abril           | [ 185 ]         |
| Sri Lanka                | 1                      | 26 de abril           | [ 186 ]         |
| Uruguay                  | 1                      | 26 de abril           | [ 187 ]         |
| Zambia                   | 1                      | 26 de abril           | [ 188 ]         |
| República Centroafricana | 1                      | 26 de abril           | [ 189 ]         |

## Papado
En la elección del sucesor de Francisco, tras el Cónclave de 2025, León XIV le brindó unas palabras a Francisco en su discurso de asunción agradeciéndole por haberle llevado a Roma y seleccionarlo como cardenal. Prometió continuar con su legado y dar pie a seguir con su enseñanzas. El 10 de mayo de ese año, León rezó en la tumba de Francisco ubicada en la Basílica de Santa María la Mayor, y le dejó una rosa blanca en memoria de Santa Teresita.